# Cokesfabriek (Marchienne-au-Pont)

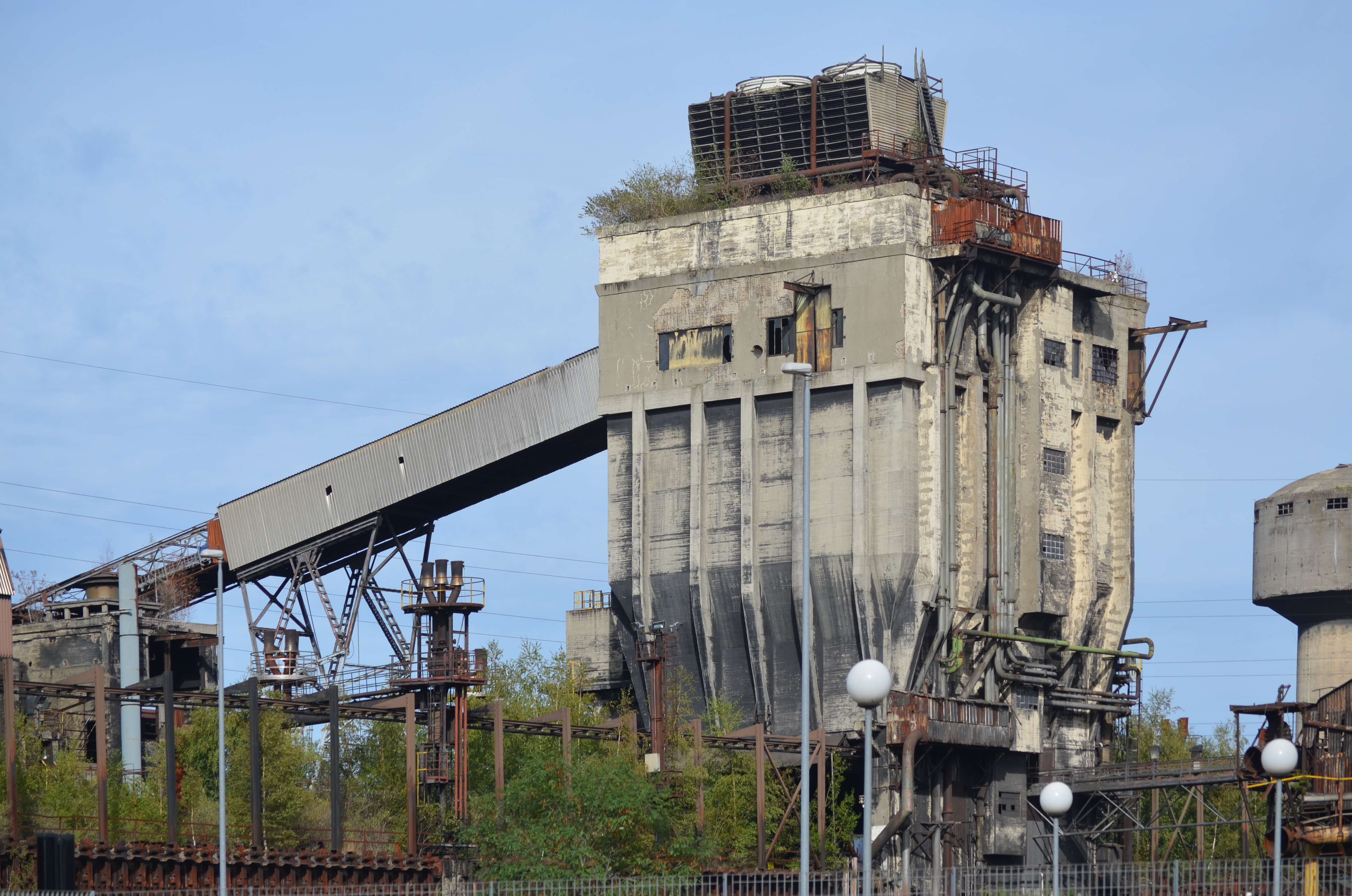
Carsid cokesfabriek in september 2018.

De cokesfabriek te Marchienne-au-Pont heeft bestaan van 1952-2008.

## Geschiedenis
Deze fabriek werd in 1952 opgericht door de Forges de la Providence om de hoogovens aldaar van cokes te voorzien. Ze besloeg een oppervlakte van 17 ha.
In 1981 werd de fabriek nog met een extra ovenbatterij uitgebreid tot een totaal van 122 ovens. De productiecapaciteit bedroeg toen 750 kton/jaar. Ook eind jaren 90 van de 20e eeuw werden er nog vernieuwingen uitgevoerd aan de laad- en ontlaadmechanismen van de ovens.
In 2001 werd het bedrijf overgenomen door Duferco en ging verder onder de naam Carsid.
Er kwamen vanuit de omgeving veel ernstige klachten aangaande milieuvervuiling. Aangezien men niet in aanpassingen wenste te investeren, sloot de cokesfabriek, waarbij 250 mensen hun baan verloren. Op 9 januari 2008 werd de laatste oven leeggedrukt.
De voor de hoogovens benodigde cokes zou voortaan uit Rusland komen. Lang duurde dit niet, omdat ook de hoogovens van Carsid weldra werden stilgelegd.
In 2014 begon men met de sloop van de installaties, waarbij ook explosieven werden ingezet. Daarna is voorzien in de sanering van de zwaar vervuilde bodem. 

## Bron
- Foto's